# Det svarta hålet
Det svarta hålet (engelska: The Black Hole) är en science fiction-film från 1979. Handlingen är koncentrerad kring ett svart hål.

## Handling
I framtiden reser besättningen på rymdskeppet Palomino bestående av Dan Holland (Robert Forster), Kate McKrae (Yvette Mimieux), Alex Durant (Anthony Perkins), journalisten Harry Booth (Ernest Borgnine) och roboten V.I.N.CENT (Vital Information Nödvändig CENTraliserad, eller på engelska Vital Information Necessary CENTralized) runt i rymden för att finna liv. Plötsligt finner de det sedan 20 år försvunna skeppet USS Cygnus utanför ett svart hål. Kate minns att hennes far var ombord på skeppet, och hoppas få återse honom - och Harry Booth vädrar tidernas scoop.
De tar sig ombord på USS Cygnus och möts av stridsrobotar, märkliga robotar i gråa kappor och deras mystiska ledare, Maximilian, som V.I.N.CENT har misstankar om.
De möter även skeppets kapten, doktor Reinhardt (Maximilian Schell), som hävdar att hela den övriga besättningen, inklusive Kates far, avlidit. Han bjuder sedan Palominos besättning på middag och berättar att han byggt USS Cygnus så att han ska kunna resa dit ingen annan vågat resa - in i, genom och bortom det svarta hålet.
Resten av besättningen blir chockade men Alex tycker att Reinhardt har en bra idé och beslutar sig för att följa med. V.I.N.CENT däremot möter en annan robot, B.O.B (BiO-sanitary Battalion), som berättar sanningen. De gråkappade robotarna är egentligen besättningen som blivit hjärnlösa varelser utan fri vilja. B.O.B och V.I.N.CENT upptäcks av stridsrobotar men lyckas ändå varna Dan och hans besättning.
De har redan sett bevis på att de gråkappade varelserna är mystiska då Dan bevittnade någon slags begravning med dessa varelser och Harry märkte att en av dem haltade. Charlie, V.I.N.CENT, B.O.B, Dan och Harry återvänder till Palomino men Alex vägrar lämna skeppet vilket ger Kate problem.
Alex märker dock sanningen om de gråkappade varelserna och att Reinhardt är en mördare. Kate och Alex försöker därför fly men Alex dödas av Maximilian och Kate förs till sjukhuset där Reinhardt skapar sina gråkappade slavar. Dan, V.I.N.CENT och B.O.B lyckas dock rädda henne i sista sekunden men på Palomino märker Charlie och Harry att Reinhardt styr USS Cygnus rakt mot det svarta hålet.
Charlie och Harry springer ut för att rädda de andra från stridsrobotarna, men den fege Harry bestämmer sig för att rädda sitt eget skinn. Han tar sig tillbaka till Palomino, lyfter och lämnar de andra bakom sig. Reinhardt beordrar Maximilian att skjuta ned Palomino, vilket skadar USS Cygnus och dödar Harry.
Medan Reinhardts skepp faller samman, skyndar sig Dan, Kate, Charlie, V.I.N.CENT och B.O.B mot Reinhardts rymdsond i hopp om att kunna fly, men fler stridsrobotar följer dem. Hålets gravitation och en meteorstorm förstör USS Cygnus varpå Reinhardt bestämmer sig för att ta sig därifrån i rymdsonden innan de andra gör det.
När Maximilian ger sig iväg mot rymdsonden, faller en TV-skärm ned på Reinhardt. Han ber Maximilian hjälpa honom men Maximilian lämnar kvar Reinhardt och hans gråkappade skapelser i det skepp som faller samman. Besättningen möter Maximilian som försöker förinta dem. B.O.B skadas men V.I.N.CENT ger de andra en chans att fly då Maximilian jagar honom genom skeppet.
Maximilian trycker upp V.I.N.CENT mot väggen, men V.I.N.CENT oskadliggör Maximilian genom att borra ett hål i hans mage varpå denne faller ut från skeppet och mot det svarta hålet. B.O.B säger åt V.I.N.CENT att lämna honom ombord. Han säger även att V.I.N.CENT ska minnas att deras sort är de bästa robotarna i historien, sedan dör han och V.I.N.CENT följer efter Charlie, Kate och Dan till rymdsonden.
De ger sig iväg och USS Cygnus faller sönder och samman men de märker att Reinhardt redan ställt in kursen varpå de sugs in i det svarta hålet!
Medan skeppet sugs djupare in så ser Kate hur Reinhardt stängs in och blir fånge i Maximilians metallkropp och hur han sedan kommer till Helvetet. Palominos besättning blir dock, med hjälp av en ängel, förda därifrån.
Nu är de alla säkra och rymdsonden styrs mot en okänd planet i en okänd del av världsrymden.

## Om filmen
Det svarta hålet regisserades av Gary Nelson och blev Disneys första vuxenfilm.
I november 2009 hävdade Disney att de skulle göra en nyinspelning av filmen.[källa behövs]

## Rollista
| Maximilian Schell | – Dr. Hans Reinhardt                             |
| Anthony Perkins   | – Dr. Alex Durant                                |
| Robert Forster    | – Dan Holland, kapten                            |
| Joseph Bottoms    | – Charles Pizer, löjtnant                        |
| Yvette Mimieux    | – Dr. Kate McCrae                                |
| Ernest Borgnine   | – Harry Booth                                    |
| Tom McLoughlin    | – kapten S.T.A.R. (Special Troops Arms Regiment) |
| Roddy McDowall    | – roboten V.I.N.CENT (röst)                      |
| Slim Pickens      | – roboten B.O.B. (röst)                          |

### Fotnoter
1. ↑  ”Det svarta hålet” (på engelska). Svensk Disneyfilmdatabas. 19 mars 1979. http://www.magicmovies.se/film.asp?id=398#pris. Läst 21 augusti 2016.